# Kristina Benić
Kristina Benić (Dubrovnik, 4. lipnja 1988.) je hrvatska košarkašica, članica hrvatske košarkaške reprezentacije. Članica je talijanskog ligaša Cagliari CUS.

## Karijera
Sudjelovala je na pripremama za kvalifikacijski turnir za OI 2012., a koji se igrao u Turskoj, no poslije je zbog ozljede otpala s popisa izbornika Stipe Bralića.